# Pachyptila
Genre
Le genre Pachyptila regroupe des oiseaux de mer appartenant à la famille des procellariidés. Ils se nomment tous prions, appellation qu'ils partagent avec le genre monospécifique Halobaena.

## Liste des espèces
D'après la classification de référence (version 14.1, 2024) de l'Union internationale des ornithologues, il y a 7 espèces du genre Pachyptila (ordre phylogénique) :
- Pachyptila vittata (Forster, G, 1777) – Prion de Forster ;
- Pachyptila salvini (Mathews, 1912) – Prion de Salvin ;
- Pachyptila macgillivrayi (Mathews, 1912) – Prion de Macgillivray ;
- Pachyptila desolata (Gmelin, JF, 1789) – Prion de la Désolation ;
- Pachyptila belcheri (Mathews, 1912) – Prion de Belcher ;
- Pachyptila turtur (Kuhl, 1820) – Prion colombe ;
- Pachyptila crassirostris (Mathews, 1912) – Prion à bec épais.